# ФК Чаквар

ФК Чаквар Аквитал (мађ. Aqvital FC Csákvár), је мађарски фудбалски клуб. Седиште клуба је у Чаквара, Мађарска. Боје клуба су жута и плава. Тренутно се такмичи у НБ II.

## Историја
Клуб је основан 1947. године као Гимнастички клуб Чаквар. Удружење је у последњих 60 година имало више секција, тако да су поред најпопуларнијег фудбалског, постојале и успешне стонотениске и рукометне секције. У новијем животу локалног становништва значајне су и активности одељења за рекреацију. Раније је удружење имало и шаховски, оријентиринг, коњички и стрељачки одсек. Године 1989. тим је прошао у финале Фрее Ерт Куп-а, где је Дожа Керменди МТЕ успео да надмаши тадашњи петоразредни Чаквар са само једним голом. Састав тима у том периоду је био: Атила Кардош - Пула (Сабо И.), С. Молнар, Мађар - Шмолка Јанош (Шнајдер), Вали Јанош, Гуљаш Г., Гуљаш Ј. - Такач, Фекете, Магоши. Тренер је био Пал Чипот.
Удружење је тренутно на листи НБ II. Пре 1994. године, екипа Чаквара је већ била у трећој линији националног шампионата, где је освојила два трећа места. У шампионској години 1997-1998, НБ II. екипа је играла у западној групи лиге. Уследила је поново трећа лига, после годину дана пропуста, фудбал за одрасле је поново покренут из основне лиге. Међутим, тимови за регрутацију су били укључени у НБ II.
Фудбалски клуб Чавар је 2011. године ушао у историју, пошто је у фудбалској историји округа Фејер од 1951. године освојио окружно фудбалско првенство 1. класе без изгубљених бодова, а омладински и окружни тимови III су такође освојили злато.
Затим су напредовали у Западну групу у НБ II са 69 бодова, победивши у сезони 2011-2012.